# سائو کریستوفاو
سائو کریستوفاو (به پرتغالی: São Cristóvão) یک منطقهٔ مسکونی در برزیل است که در سرژیپه واقع شده‌است. سائو کریستوفاو ۴۳۶٫۸۶۳ کیلومتر مربع مساحت و ۸۵٬۸۱۴ نفر جمعیت دارد و ۴۷ متر بالاتر از سطح دریا واقع شده‌است.